# 116 Pułk Artylerii Haubic
116 pułk artylerii haubic (116 pah) – oddział artylerii haubic Sił Zbrojnych PRL.
Pułk został sformowany na podstawie rozkazu Nr 0044/Org. Ministra Obrony Narodowej z 17 maja 1951, w Grupie, w składzie 20 Dywizji Zmechanizowanej, według etatu Nr 5/86 o stanie osobowym 582 żołnierzy i 11 pracowników cywilnych. W terminie do 20 grudnia 1955 pułk został przeformowany w 42 dywizjon artylerii haubic i przedyslokowany z Grupy do Chojnic. Zmiana etatu związana była z przeformowaniem 20 DZ w 20 Dywizję Pancerną. W okresie od 26 października 1953 do 24 lipca 1957 jednostką dowodził mjr/ppłk Zygmunt Orłowski. W terminie do 15 sierpnia 1957 dywizjon został rozformowany. Jego miejsce w strukturze 20 DPanc zajął 105 dywizjon artylerii haubic.